# Almreserlhaus
Das Almreserlhaus ist eine private Schutzhütte nahe Puchberg am Schneeberg in Niederösterreich.

## Lage
Das Almreserlhaus liegt am Fadensattel an der Nordabdachung des Schneeberg-Massivs auf 1222 m ü. A. Höhe.

## Geschichte
Zeitgleich mit der ersten Doppelsesselbahn auf den Fadensattel wurde direkt neben der Bergstation auch das Almreserlhaus gebaut. Die Anlage wurde 2005 jedoch abgetragen. Heute endet die neue Vierer-Sesselbahn einige 100 Meter weiter südlich.

## Aufstieg
- Bergstation der Salamander-Sesselbahn – Almreserlhaus, Gehzeit 7 Minuten
- Losenheim – Almreserlhaus, Gehzeit 1,5 Stunden

## Übergang zu anderen Hütten
- Edelweisshütte
- Fischerhütte: ca. 2 Stunden über Wurzengraben ca. 1 Stunde über Fadensteig[1]
- Kienthalerhütte